# Alpha Centauri Bb
Pour les articles homonymes, voir ACBB.
Alpha Centauri Bb (en abrégé : α Cen Bb, parfois ACBb), aussi appelée Gliese 559 Bb (GJ 559 Bb), est une planète extrasolaire (exoplanète) détectée en 2012 mais dont l'existence a été remise en cause en 2015.
Le 16 octobre 2012, une équipe d'astronomes de l'Observatoire européen austral, a annoncé qu'une planète de la taille de la Terre a été détectée en orbite autour de l'étoile naine orange Alpha Centauri B à une distance de 4,37 années-lumière dans la constellation du Centaure. Ils avaient utilisé  la méthode des vitesses radiales, avec le spectographe HARPS, à l'observatoire de La Silla, au Chili et travaillé trois ans pour aboutir à cette découverte. Plusieurs études ont par la suite suggéré que la « planète » serait un faux positif induit par une mauvaise correction de divers effets tels que l'activité de l'étoile. Une étude de l'université d'Oxford a montré en 2015 que les conclusions initiales pouvaient résulter d'un échantillonnage malheureux des observations.

## Détection
Le projet a débuté en février 2008, puis continué en juillet 2011. Une équipe d'astronomes européens, principalement située à l'Observatoire de Genève et au Centre d'astrophysique de l'Université de Porto, a alors mesuré la vitesse radiale de l'étoile Alpha Centauri B. L'équipe a effectué 459 observations pendant une période de quatre ans. Après des calculs difficiles, l'amplitude de vitesse radiale induite par la planète sur son étoile n'étant que de 0,51 m/s, l'équipe annonce officiellement la découverte en octobre 2012.
La planète n'est pas dans la zone habitable de l'étoile, car elle orbite bien trop près de cette dernière, à seulement 0,04 ua, et effectue une révolution autour d'Alpha Centauri B en seulement 3,236 jours.

## Contestation
En mai 2013, la détection de la planète est mise en doute, l'effet observé pouvant, selon cette nouvelle étude, provenir de l'activité stellaire. Une nouvelle étude publiée en octobre 2015 met également en cause l'existence de la planète.
En 2015, des chercheurs d'Oxford simulent par ordinateur une étoile sans planète et montrent qu'en ne considérant que des observations intermittentes, il est possible de retrouver un profil d'observation faisant croire à la présence d'une planète selon la méthode des vitesses radiales. Xavier Dumusque, le premier auteur de la publication de la découverte originale reconnut la qualité du travail et que « Nous n'en sommes pas sûrs à 100 %, mais la planète n’existe probablement pas ». En 2016, l'existence de la planète est ainsi réfutée.